# Liste der Monuments historiques in Lurcy-Lévis
Die Liste der Monuments historiques in Lurcy-Lévis führt die Monuments historiques in der französischen Gemeinde Lurcy-Lévis auf.

## Liste der Bauwerke
| Bezeichnung                         | Beschreibung              | Standort | Kennzeichnung | Schutzstatus | Datum | Bild           |
| ----------------------------------- | ------------------------- | -------- | ------------- | ------------ | ----- | -------------- |
| Schloss (Fotos in der Base Mérimée) | Erbaut im 17. Jahrhundert | (Lage)   | PA00093142    | Inscrit      | 1945  |                |
| Kirche St-Martin                    | Erbaut im 12. Jahrhundert | (Lage)   | PA00093143    | Classé       | 1937  | weitere Bilder |

## Liste der Objekte
| Bezeichnung                                                        | Beschreibung    | Standort                       | Kennzeichnung | Schutzstatus | Datum | Bild |
| ------------------------------------------------------------------ | --------------- | ------------------------------ | ------------- | ------------ | ----- | ---- |
| Wandteppich mit der Darstellung: Jesus heilt den Blinden Bartimäus | 16. Jahrhundert | in der Kirche St-Martin (Lage) | PM03000654    | Classé       | 1920  |      |
| Pietà (Fotos in der Base Palissy)                                  | Holz            | in der Kirche St-Martin (Lage) | PM03001636    | Inscrit      | 1989  |      |